# Wang Lisi
Wang Lisi, född den 28 november 1991, är en fotbollsspelare (mittfältare) från Kina. Hon var en del av Kinas trupp i världsmästerskapet i Kanada år 2015. Hon gjorde totalt två mål i mästerskapet - ett matchavgörande mål mot Nederländerna på tilläggstid i den andra gruppspelsmatchen och ett mål på straff mot Nya Zeeland i den tredje gruppspelsmatchen. Därmed var hon en mycket bidragande orsak till att Kina lyckades gå vidare till åttondelsfinal i mästerskapet.
Wang Lisi tillhör klubben Jiangsu Huatai i den kinesiska ligan. Hon debuterade i landslaget i en match mot USA den 27 maj 2012.